# Kim Jae-kyung
Kim Jae-kyung (hangul: 김재경; nascida em 24 de dezembro de 1988) mais frequentemente creditada apenas como Jaekyung (em coreano:  재경) é uma cantora e atriz sul-coreana. Ela foi integrante do grupo feminino Rainbow.

## Biografia
Jaekyung nasceu em Seodaemun-gu, Seul, Coreia do Sul. Ela frequentou a Deungchon High School e Dongduk Women's University, onde se formou em design de moda. Ela foi trainee da JYP Entertainment antes de se mudar para a DSP Media. Seu irmão mais novo, Kim Jae-hyun, é integrante do boy group N.Flying.

## Carreira

### Pré-estreia
Enquanto estava sob a DSP Media, ela recebeu a oferta de se juntar ao Kara, porém recusou a oferta, afirmando que ficaria mais feliz ao lado das integrantes do Rainbow. Em 2007, Jaekyung foi convidada para se juntar a S.M. Entertainment, sugerindo a possibilidade de se tornar membro do Girls' Generation. Em 2008, ela apareceu no vídeo musical de A Song Calling For You do SS501 antes de estrear como integrante do Rainbow.

### Rainbow
Jaekyung estreou como integrante do grupo feminino Rainbow. Em 12 de novembro de 2009, Rainbow lançou seu extended play de estreia, intitulado Gossip Girl. A primeira performance do grupo foi no programa musical Show! Music Core em 14 de novembro de 2009. Em meados de 2014, foi revelado que Jaekyung iria estrear como integrante da segunda subunidade oficial do grupo, Rainbow Blaxx. A unidade lançou seu primeiro extended play intitulado RB Blaxx em 20 de janeiro de 2014.

### Atividades solos
Em 2010, ela se tornou um membro do elenco da série de televisão Honey Jar. No mesmo ano, ela também se tornou membro do elenco do programa School Variety 100 Points Out of 100.
Em 31 de março de 2012, ela interpretou o papel principal no drama da JTBC, Monster. No ano de 2012, ela se juntou ao elenco do programa de variedades Law of the Jungle W.
Em dezembro de 2013, ela foi confirmada para o novo programa de realidade da tvN, The Genius: Rule Breaker, com outras duas figuras representativas de diferentes campos de trabalho, tais como personalidades de TV, políticos, jogadores e entre outros. Ela foi a segunda pessoa eliminada.
Ela foi então lançada no papel de apoio para o drama Inspiring Generation de 2014. Ela também se tornou parte do elenco do drama God's Quiz. Em 12 de janeiro de 2014, ela foi convidada no Running Man.
Em 2015, ela estreou no elenco principal do AlwaysNatare 2 da tvN.
Em 2016, Jaekyung assinou com a Namoo Actors para seguir sua carreira de atriz.

## Discografia

### Artista solo
| Ano  | Título                 | Álbum                    | Duração | Artista       |
| ---- | ---------------------- | ------------------------ | ------- | ------------- |
| 2010 | I Love You, I Like You | Secret Agent Miss Oh OST | 3:28    | com Hyunyoung |
| 2011 | You and I              | City Hunter OST          | 3:35    | Solo          |
| 2014 | Maybe                  | God's Quiz 4 OST         | 3:32    | Solo          |
| 2015 | Is It the Start?       | Noble, My Love OST       | 3:35    | com Sung Hoon |

## Filmografia

### Filmes
| Ano  | Título    | Papel | Notas    |
| ---- | --------- | ----- | -------- |
| 2010 | Heartbeat |       | Aparição |

### Dramas de televisão
| Ano  | Título               | Emissora | Papel           | Notas                   |
| ---- | -------------------- | -------- | --------------- | ----------------------- |
| 2010 | Dae Mul              | SBS      | Ela mesma       | Aparição no Episódio 5  |
| 2012 | Monster              | JTBC     | Na Yoo-mi       | Papel principal         |
| 2012 | Family               | KBS2     | Yoon Yoo-mi     | Aparição                |
| 2013 | Reply 1994           | tvN      | Jun Ji-hyun     | Aparição no Episódio 18 |
| 2014 | Inspiring Generation | KBS2     | Meiling         |                         |
| 2014 | God's Quiz Season 4  | OCN      | Im Tae-kyung    | Papel principal         |
| 2014 | Turning Point        | MBC      | Maeng Ran-young |                         |
| 2014 | My Lovely Girl       | SBS      | Radio DJ        | Aparição no Episódio 16 |
| 2016 | Madame Antoine       | JTBC     | Jyoo Ni         | Papel de apoio          |

### Web dramas
| Ano  | Título         | Papel        | Notas           |
| ---- | -------------- | ------------ | --------------- |
| 2015 | Noble, My Love | Cha Yoon-seo | Papel principal |

### Séries de televisão
| Ano       | Título                   | Emissora | Notas                                         |
| --------- | ------------------------ | -------- | --------------------------------------------- |
| 2010      | Honey Jar                | MBC      | Papel principal                               |
| 2010–2011 | 100 Points Out of 100    | KBS2     | Papel principal                               |
| 2012      | Law of the Jungle W      | SBS      | Papel principal                               |
| 2013–2014 | The Genius: Rule Breaker | tvN      | Concorrente                                   |
| 2014      | Running Man              | SBS      | Convidada nos episódios 179-180               |
| 2015      | Get It Beauty            | OnStyle  | Apresentadora                                 |
| 2015      | Always Cantare 2         | tvN      | Papel principal                               |
| 2016      | Beauty Bible             | KBS      | Apresentadora com Jessica Jung                |
| 2017      | King of Mask Singer      | MBC      | Contestant as "A Monstrous Net" (Episode 101) |

### Aparições em vídeos musicais
| Ano  | Título                 | Artista | Papel |
| ---- | ---------------------- | ------- | ----- |
| 2008 | A Song Calling For You | SS501   | —     |
| 2009 | Dynamite               | A'st1   | —     |
| 2009 | Love Like This         | SS501   | —     |
| 2013 | Crazy                  | A-Jax   | —     |